# Konvenční zbraň
Konvenční zbraň je taková zbraň, která neobsahuje toxické, chemické složky nebo nepatří mezi jaderné zbraně. Toto označení vlastně označuje arzenál zbraní, který existoval před tím, než se ostatní kategorie zbraní významně vyvinuly a rozšířily ve 20. století. Konvenční zbraně pokrývají široké spektrum pozemních, vzdušných a na vodu uzpůsobených zbraní zahrnujících také válečné lodě, bojové tanky a útočné pušky. Ačkoliv tento pojem je především užíván pro explozivní zbraně, konvence OSN o Konvenčních zbraních také pod tento pojem zahrnuje kontrolu oslepujících laserů a zápalných zbraní.
Opakem konvenčních zbraní jsou zbraně hromadného ničení.